# Estancia San Gregorio
La estancia San Gregorio es un antiguo conjunto industrial ubicado en la comuna de San Gregorio, Región de Magallanes, en el sur de Chile. Es uno de los principales testimonios del modelo de gestión agroindustrial que representaron las estancias en la Patagonia, centrales en la producción ovina de lana, sebo, carne y cueros a gran escala. Se encuentra en el km 120 de la ruta internacional CH-255, al norte de Punta Arenas, y fue declarado Monumento Nacional por el Consejo de Monumentos Nacionales en 2000.

## Historia
La estancia fue fundada por José Menéndez y edificada a partir de 1878 por Marius Andrieu. Ubicada en la margen noreste del Estrecho de Magallanes, frente a la bahía homónima, el asentamiento reunía en una misma área productiva todos los servicios necesarios para las faenas ganaderas y manutención de sus trabajadores. Así, sus instalaciones incluían una grasería, invernadero, galpón de esquila, baño de lanares, herrería, bodegas, casas para trabajadores, cocina, proveeduría, servicios sanitarios, capilla, enfermería, biblioteca, sala de estar para juegos, teatro, entre otros. Incluso llegó a contar con un muelle propio y un ferrocarril, con el fin de trasladar y embarcar los productos de forma directa. Gran parte de estas construcciones fueron realizadas en ladrillo, madera y planchas de zinc. Era considerada una de las estancias mejor construidas y con mayores comodidades de la Patagonia, siendo unas de las primeras en incorporar la esquila a máquina. De la siguiente manera se describía su proceso productivo en 1920:
Despojada la oveja de su vellón, éste va a la prensa de donde sale hecho fardo; éste cae a los vagones de un tren que arrastra una pequeña locomotora hasta la punta del muelle de donde los pescantes del barco toman los fardos y los depositan en sus bodegas.

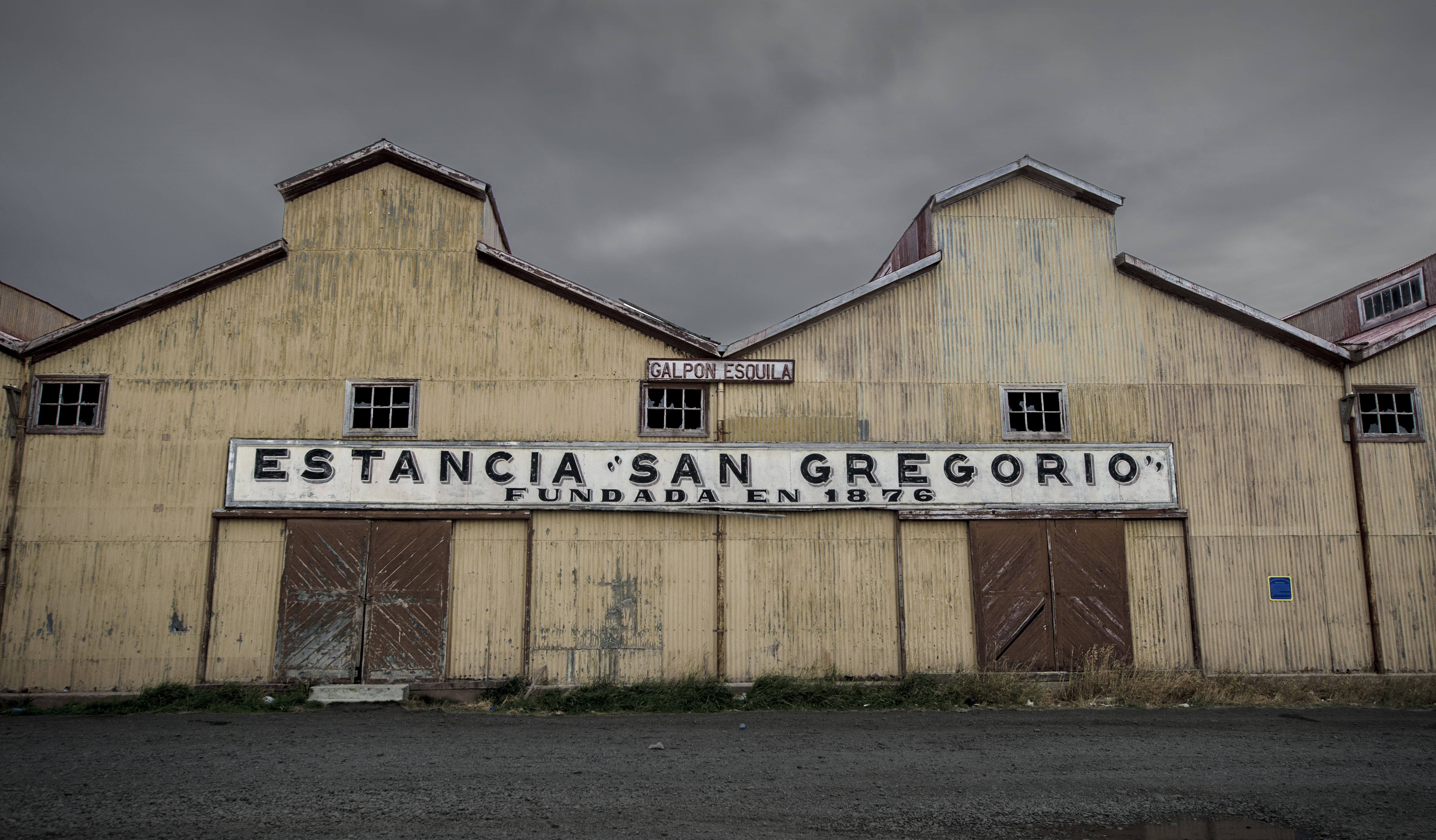
Galpón de esquila

La estancia San Gregorio vivió su mayor auge entre los años 1910 y 1930, durante el llamado boom de la ganadería ovina en la Patagonia, con una extensión de 91.805 hectáreas, donde se mantenían 122.849 lanares, 387 vacunos y 401 caballares. En ese periodo destaca la construcción de una nueva casa patronal a manos del arquitecto francés Antoine Beaulier, en 1925. Posteriormente, la economía magallánica inició un largo período de estancamiento, que hizo que la Estancia San Gregorio estuviera completamente activa solo hasta los años 1970. Hoy, únicamente es utilizada en el verano durante labores de esquila. Los inmuebles remanentes del casco antiguo de la estancia se encuentran ubicados en cada uno de los costados de la ruta CH-255.

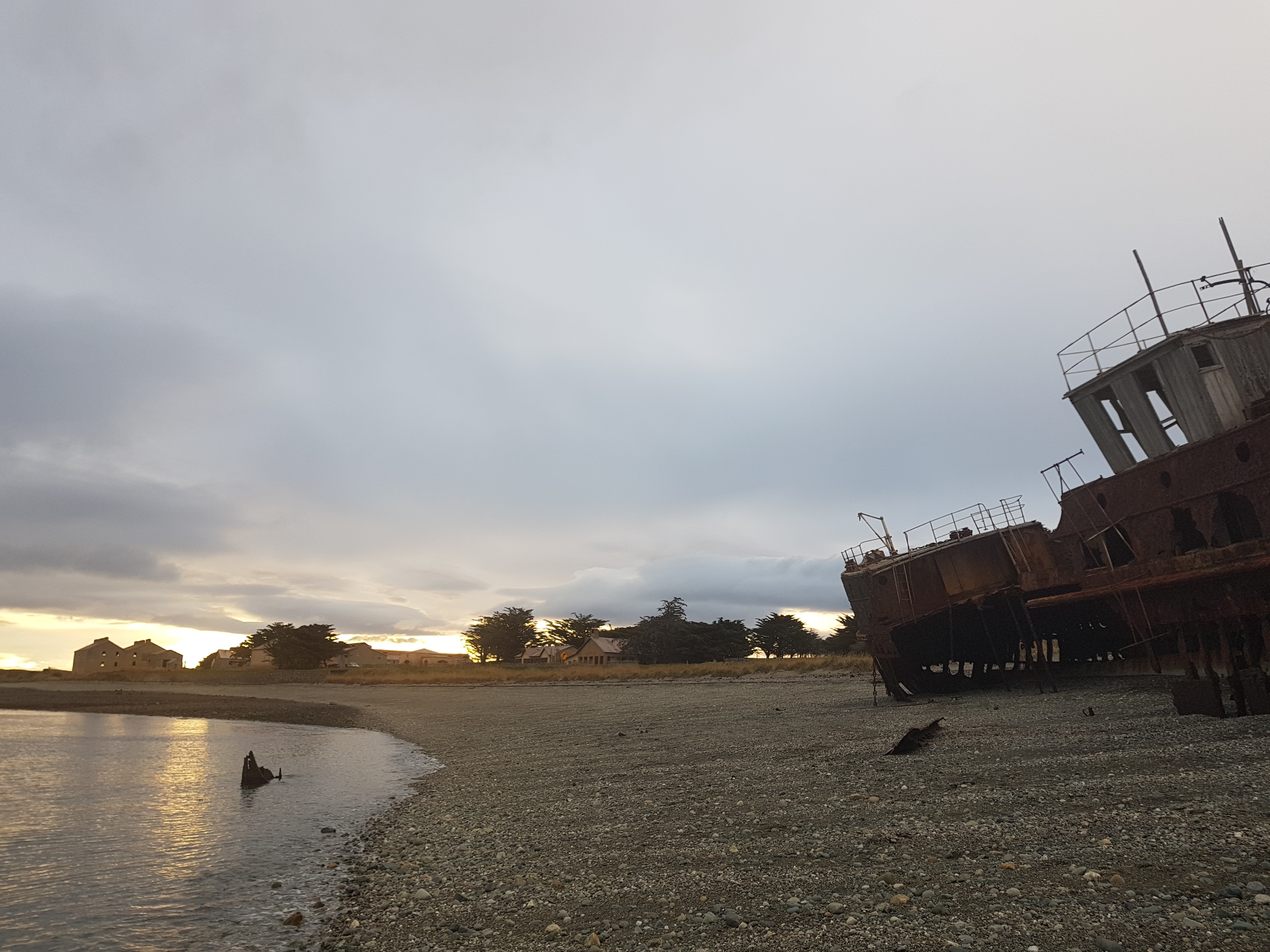
En primer plano, el vapor Amadeo; al fondo, la estancia San Gregorio

Actualmente es un destino turístico, donde además de sus antiguas construcciones abandonadas, los turistas pueden conocer los restos que hay en la playa de dos naufragios, el “Amadeo”, primer vapor inscrito en el puerto de Punta Arenas y el clíper “Ambassador”, símbolos de la actividad marítima durante los siglos XIX y XX en el Estrecho de Magallanes. La estancia y los restos de ambas embarcaciones fueron declarados "Zona Típica" el año 2000.